# Tomé
Tomé – miasto w środkowym Chile, w regionie Biobío, nad Oceanem Spokojnym. W 2005 r. miasto to na powierzchni 495 km² zamieszkiwało 49 260 osób.
W tym mieście rozwinął się przemysł włókienniczy oraz spożywczy.